# برایان پله
برایان پله (انگلیسی: Bryan Pelé؛ زادهٔ ۲۵ مارس ۱۹۹۲) بازیکن فوتبال اهل فرانسه است که در پست هافبک بازی می‌کند.
از باشگاه‌هایی که در آن بازی کرده‌است می‌توان به باشگاه فوتبال استاد برستوا ۲۹، باشگاه فوتبال گنگام، باشگاه فوتبال تروا، و باشگاه فوتبال لوریان اشاره کرد.